# Проспект Орджоникидзе (Екатеринбург)

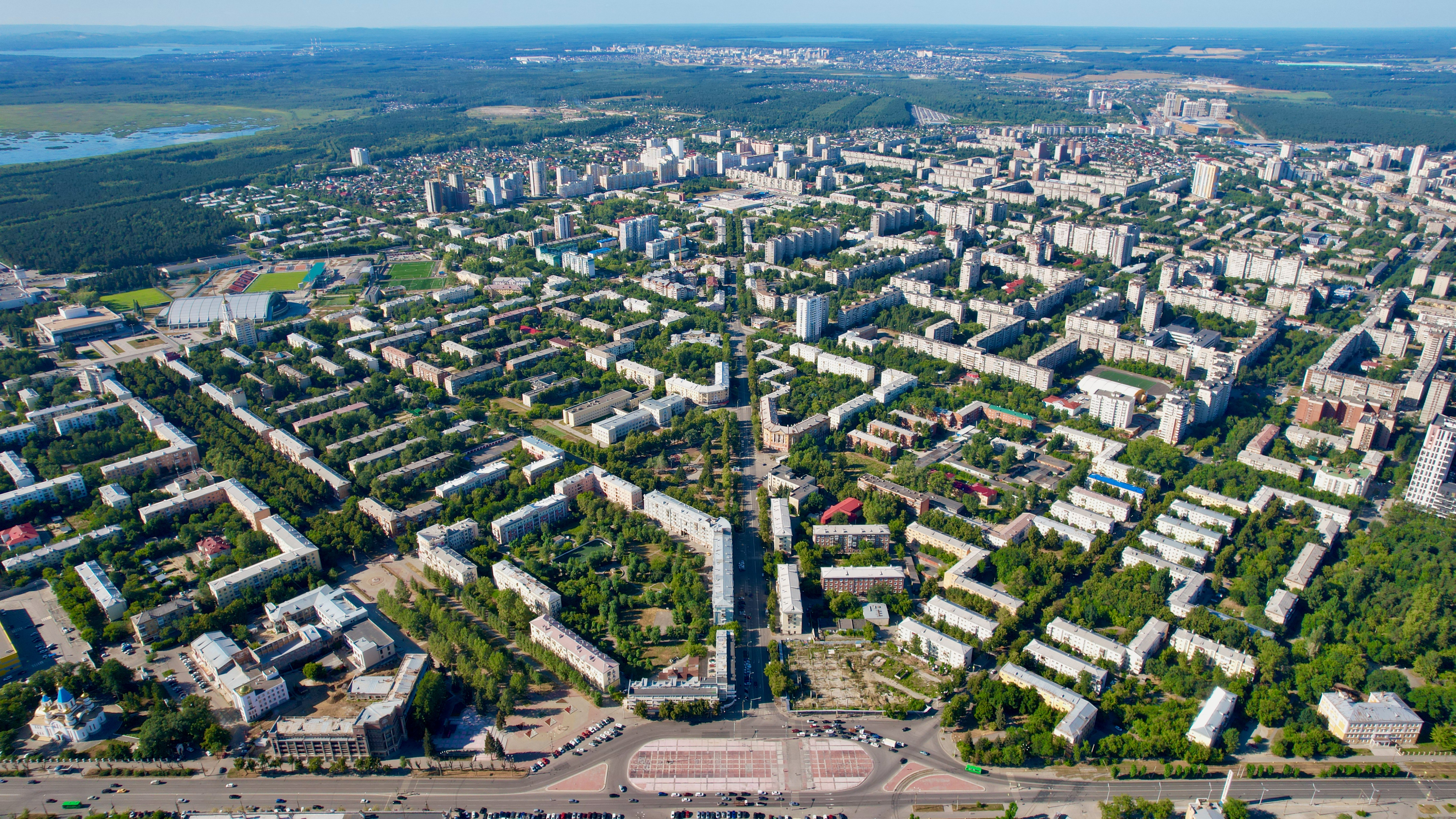
Вид от площади 1-й Пятилетки, проспект в центре снимка

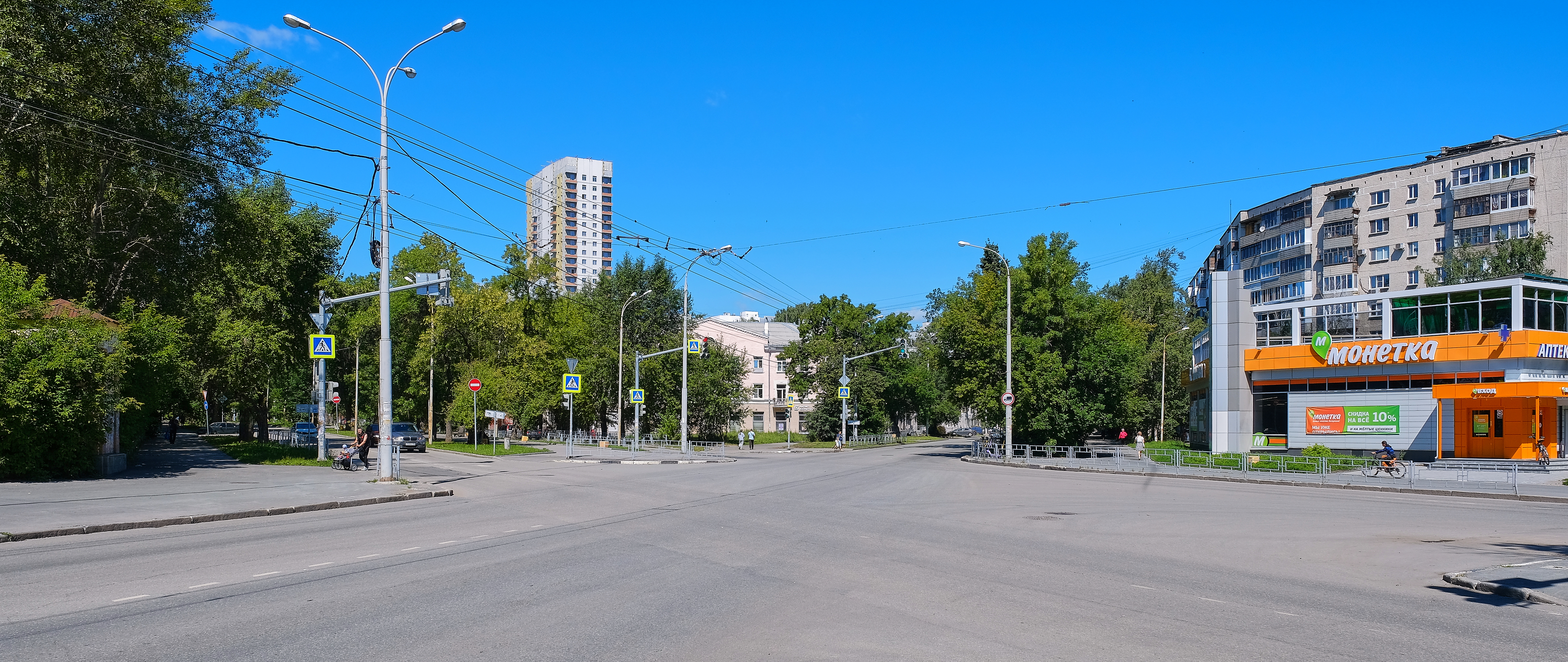
Перекрёсток с Кировградской улицей

Проспект Орджоники́дзе (до 1961 года — проспект Сталина) — проспект в Екатеринбурге. Идёт от площади 1-й Пятилетки до перекрёстка улиц Ломоносова и Уральских Рабочих в Орджоникидзевском административном районе Екатеринбурга (жилой микрорайон Уралмаш). Общая протяжённость проспекта — около 1,5 километра.

## История

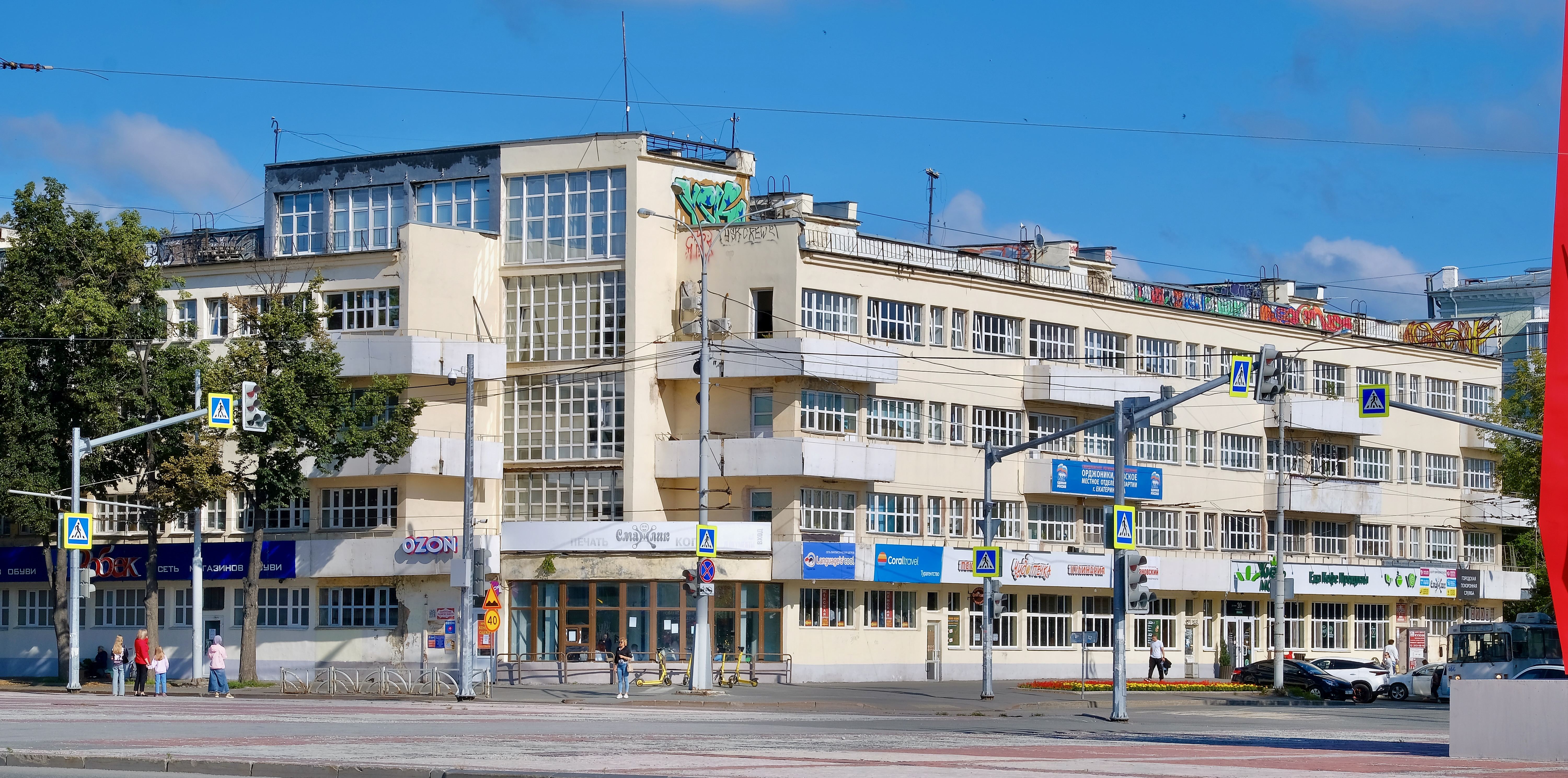
Дом техучёбы (пр. Орджоникидзе, 1)

На плане соцгорода «Уралмаш», когда ещё рубили просеку для этой улицы, она условно называлась Осевой; затем ей присвоили имя Сталина, а после ХХ съезда КПСС она стала называться проспектом Орджоникидзе. Считается главной, «лучевой» улицей соцгорода Уралмаш, отходит от площади Первой пятилетки.
В первоначальном проекте соцгорода, подготовленном Ленгипромезом, улицы-лучи подходили к заводу в районе нынешней улицы 40-летия Октября. Но после доработки проекта молодым уралмашевским архитектором П. В. Оранским, будущий соцгород был «развёрнут лицом» к центральной заводской проходной. По замыслу Оранского, главная улица соцгорода должна была стать продолжением центрального заводского коридора, оси завода. Поэтому при строительстве её и называли условно Осевой. Оранский также заложил в проект создание предзаводской площади, которая не была предусмотрена в проекте Ленгипромеза. Таким образом были обеспечены пути подхода больших масс людей к заводской территории. Площади получила название Первой пятилетки, а главная улица соцгорода, отходящая от неё, стала носить имя И. В. Сталина.
Улица Сталина застраивалась не комплексно: архитекторы и строители несколько раз принимались за его достройку с интервалами в десятилетия, что предопределило различные архитектурные стили. Первый этап застройки улицы пришёлся на начало 1930-х годов. Первым зданием на нём стал Дом техучёбы в стиле конструктивизма, (его восточное крыло расположено по адресу Орджоникидзе, 1), строившийся с 1930 года как жилой дом. Строительство было завершено в 1932 году, после чего дом отдали под службы только что созданного заводоуправления «Уралмашзавода» (новое здание заводоуправления было построено в 1934 году). Впоследствии в корпусе по Культуры, 2, выходящем фасадом на площадь, разместились отдел кадров и отдел технического обучения, а по Орджоникидзе, 1 — районное управление НКВД, которое выселили оттуда только в начале 1950-х годов. На высвободившихся площадях обосновалась часть аудиторий и лабораторий отдела технического обучения. В 1950-е годы на крыше здания появилась огромная неоновая вывеска: «Дом техучёбы», но вскоре одна из букв потухла, и получилось «нечто весьма неприличное». Вывеску чинили вновь и вновь, но, несмотря на все старания коменданта здания, одна и та же буква не горела. В конце концов вывеску просто снесли. Стык двух корпусов этого здания использовался для политической агитации: на фотографиях начала 1930-х годов виден портрет И. В. Сталина, в 1937 году его сменил портрет наркома внутренних дел Н. И. Ежова, который руками в колючих («ежовых») рукавицах душил змею, символизирующую «врагов народа» и «вредителей». Вскоре плакат с Ежовым был снят, и вновь вывешено изображение Сталина. Незадолго до смерти Сталина его тяжёлый портрет сорвался -погиб один уралмашевец.
В 1932 году на улице Сталина возвели 14-подъездный «дом-пилу» (№ 12) в стиле конструктивизма, состоящий из 6 блоков, поставленных под углом друг к другу. Автор композиции «дома-пилы» — архитектор П. В. Оранский. По задумке, так как фасады корпусов смотрят на проезжую часть улицы под углом, шум от городского транспорта должен меньше мешать жителям дома, а прямо под его окнами были разбиты небольшие зелёные лужайки. По одной версии «дом-пилу» достроили в начале 1960-х годов, когда был сдан последний корпус-вставка (между зданием по улице Кировградской и «пилой»), в точном архитектурном соответствии со стилем 1930-х, официально не подтверждаемой.
За перекрёстком с улицей Кировградской, вдоль тротуара по улице Сталина стоял длинный сарай, в котором хранили дрова жители каркасных домов с улицы Индустрии (на этом месте сейчас стоит девятиэтажный дом под № 16). На перекрёстке с улицами Калинина и Молотова («на пяти углах») построили так называемую «американку» — круглое деревянное сооружение, в котором на разлив продавали водку (правее этого места теперь стоит школа № 72). В данном питейном заведении обслуга предоставляла желающим алкоголь «в кредит» под залог документов, причём документы выкладывали на видное место в витрине с закусками; один ветеран утверждал, что однажды видел там даже партбилет.
В 1951 году началась активная застройка дальней части улицы Сталина трёхэтажными жилыми домами. Для их возведения использовали отходы металлургического производства — шлак, из которого делались строительные блоки («шлакоблоки»). Из них на всём Уралмаше построили целые кварталы, причём внешний вид зданий был довольно разнообразен. Эти здания возводили военнопленные немцы.
Небольшие скверы, разбитые у домов на перекрёстке проспекта Орджоникидзе, 40-летия Октября и Калинина, в 1950-е и 1960-е годы были украшены клумбами, в центре которых были установлены гипсовые скульптуры рабочих. У «четвёртого магазина» на кирпичном пьедестале возвышалась статуя женщины-штукатура с мастерком в руке. Также было несколько статуй типа «девушка с веслом», причём одна такая скульптура стояла на территории завода в сквере с фонтаном. Потом её аккуратно закопали.

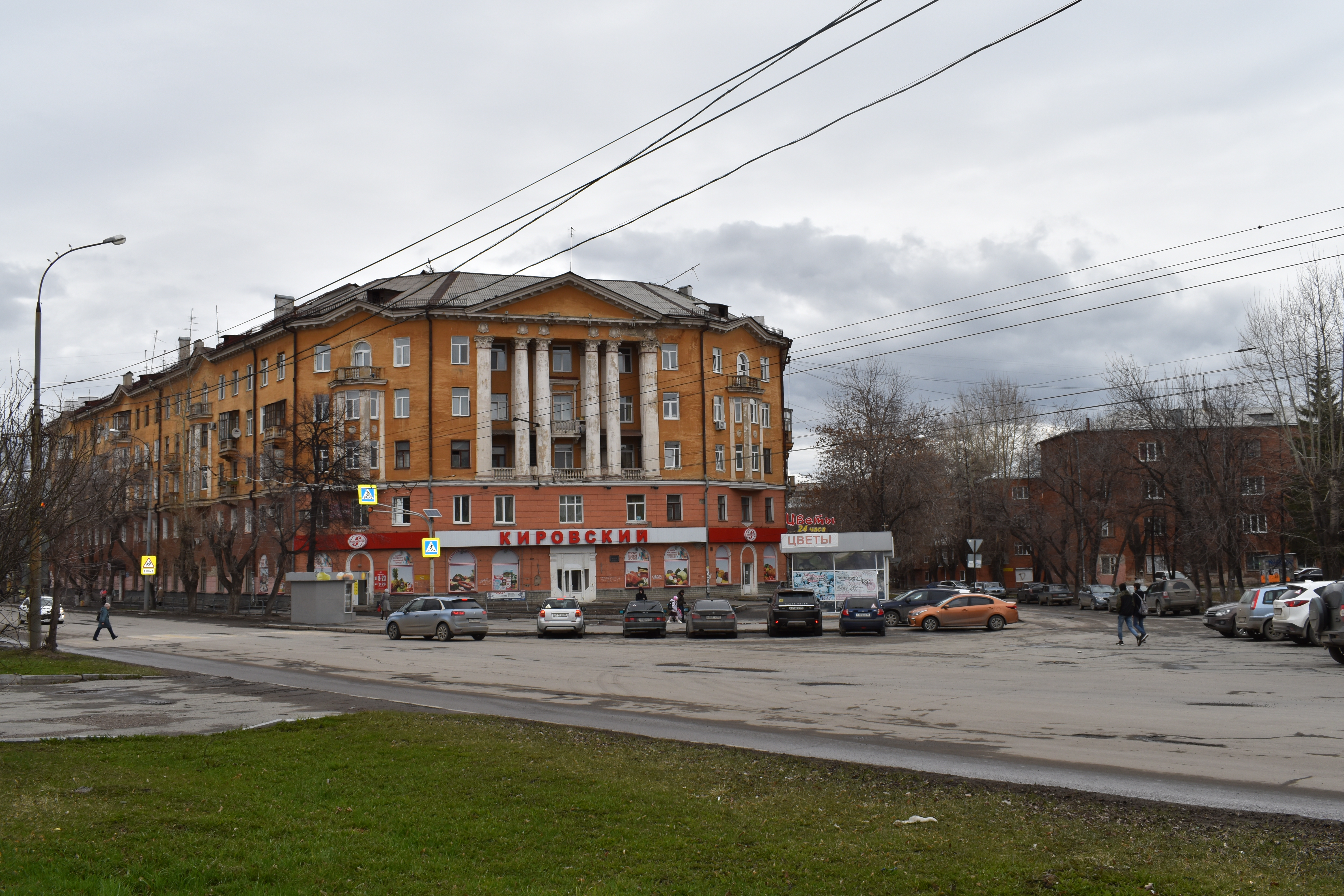
Перекрёсток с улицами Стахановская и Краснознамённая. В кадре — дом № 10

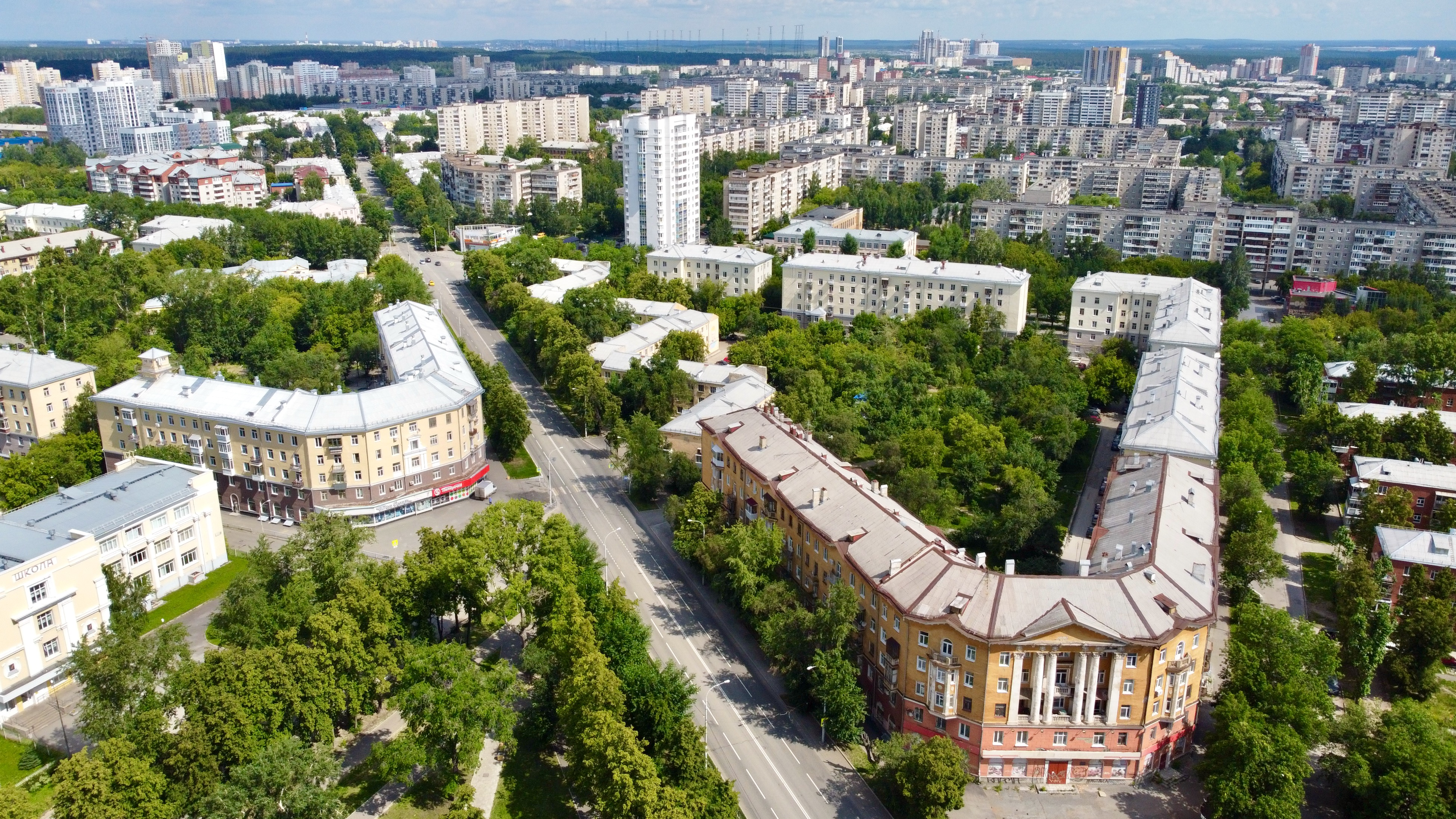
Вид на север от Стахановской улицы

1955 году был построен кирпичный пятиэтажный дом под № 10 в стиле неоклассицизма, в котором на первом этаже открыли продовольственный магазин «Гастроном», а также дом пионеров и швейную мастерскую. В народе здание прозвали «Новым гастрономом» (был ещё и «Старый гастроном», в доме № 3 по улице Банникова; но его закрыли в середине 1970-х годов). Напротив «Нового гастронома» в 1958 же построили похожий дом в стиле неоклассицизма (под № 11), в котором разместился магазин «Одежда».
В 1958 году на правой стороне улицы были возведены пятиэтажные кирпичные дома № 4, 4А,6 и 6А. После этого улица оказалась практически полностью застроенной и «с тех пор уже по праву называется проспектом». 11 ноября 1961 газеты сообщили, что улица «по просьбам трудящихся» стала называться проспектом Орджоникидзе в честь наркома тяжёлой промышленности, при котором был возведён «Уралмашзавод». Памятник Орджоникидзе, установленный на площади Первой Пятилетки в июле 1955 года, виден издалека с проспекта, названного в его честь.
К 1973 году в связи с прокладкой троллейбусной линии проезжую часть проспекта расширили, укрепили дорожное покрытие, установили новые фонари. Троллейбусную линию прокладывали сами уралмашевцы. В 1980-е годы на пустыре, замыкающем проспект, был построен крытый рынок, бывший одним из самых популярных в Екатеринбурге.
С самого начала правой стороны проспекта Орджоникидзе в брежневскую эпоху было возведено «солидное инженерное сооружение» из железобетона и металлоконструкций, к которому был прикреплён огромный портрет Генерального секретаря ЦК КПСС Л. И. Брежнева. Заводские художники время периодически вносили правки в его портрет, дорисовывая очередные награды, ордена и звёзды. В итоге «на груди вождя не осталось места для очередной награды», тогда «ночью ему удлинили плечо, да так удачно, что никто и не заметил этого». Однажды портрет генсека сгорел; поджигателя так и не нашли (возможно, пожар возник из-за неосторожности из-за непотушенного окурка). После этого бригада художников «трудилась день и ночь», и портрет был восстановлен. Утром вокруг него «собралась огромная стая бродячих собак, которые дружно выли, глядя на лик генерального секретаря». В конце 1980-х и начале 1990-х сооружение пришло в упадок, и его оставшиеся стальные конструкции стояли в окружении коммерческих киосков, сваренных из стального листа. В 2000-е годы на этом месте появились помещения мини-рынка.

## Достопримечательности
- Дом № 3 — 5-эт. жилой дом в стиле «советского неоклассицизма», входящий в комплекс зданий Площади 1-й Пятилетки (горожане именуют комплекс «Дворянское гнездо»). Возведён в 1945, имеются огромные 5-комнатные квартиры площадью до 110 м²[5].
- Дома № 10 и 11 — 5-эт. жилые дома в стиле «советского неоклассицизма», сданы, соответственно, в 1955 и 1958[5].
- Дом № 12 («дом-пила») 3-эт. жилой дом в стиле «конструктивизм», с 3-комнатными квартирами, сдан в 1932[5].
- Сквер с фонтаном между ул. Банникова и Красных Партизан, спроектирован арх. В. П. Оранским, создан в 1930-е годы.

## Транспорт
Проспект является крупной автодорожной магистралью района. По нему проходят маршруты троллейбусов № 30, 38.

## Пересечения с другими улицами и подземные переходы
В направлении с севера на юг проспект Орджоникидзе пересекает другие крупные улицы и городские магистрали: улица Калинина, улица 40-летия Октября, Кировградская улица.